# Sudan National Petroleum Corporation

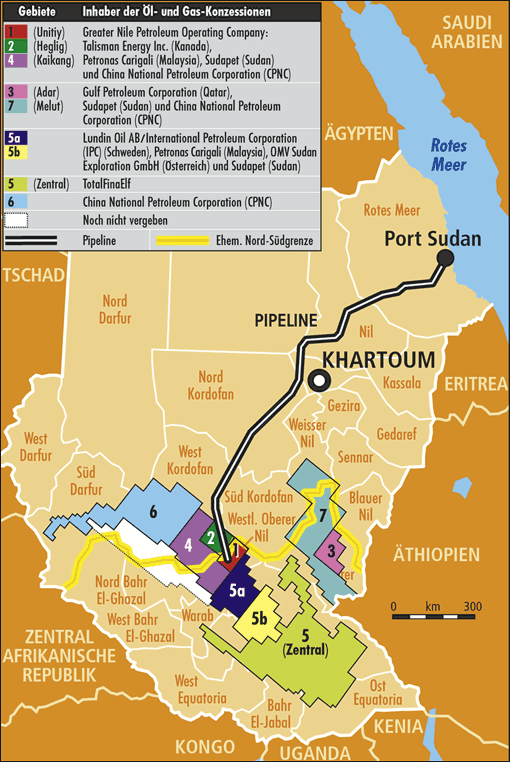
Öl- und Gas-Konzessionen in Sudan von 2004

Die Sudan National Petroleum Corporation (kurz Sudapet) ist ein staatliches Erdölunternehmen Sudans mit Sitz in Khartum.
Das Unternehmen wurde 1997 gegründet und gehört zu 100 % dem Ministerium für Energie und Bergbau.
Zurzeit (Stand 2006) ist Sudapet selbst nicht aktiv in der Erdölwirtschaft tätig, sondern dient nur der Beteiligung der sudanesischen Regierung an den Erdölgewinnen. Allerdings existieren innerhalb der Regierung und im Vorstand des Unternehmens Bestrebungen, nach und nach die Ressourcen und Techniken zur selbständigen Erkundung und Förderung zu erlangen und Sudapet zu einem vollwertigen Erdölunternehmen zu entwickeln.

## Anteile
Das Unternehmen ist Minderheits-Teilhaber bei allen aktiven Erdölerkundungs- und Erdölförderungsabkommen. Die Anteile sind folgendermaßen verteilt:
| Vertragsabschluss | Joint-Venture  | Anteil | Block | Aktivität |
| ----------------- | -------------- | ------ | ----- | --- |
| 1995              | CNPCIS         | 5 %    | 6     | Vertrag 2003 abgeändert, Konstruktion einer Pipeline von al-Fula nach Khartum mit einer Kapazität von 200.000 Barrel pro Tag, Förderung seit 2004 |
| 1996              | GNPOC          | 5 %    | 1,2,4 | Bau der Pipeline von Heglig nach Port Sudan, Erkundung, seit 1999 Förderung von 50.000 Barrel pro Tag, seit Juli 2004 Förderung von 290.000 Barrel pro Tag, seit April 2006 geplante Förderung von 500.000 Barrel pro Tag (verzögert sich aufgrund von technischen Schwierigkeiten) |
| 1996/1997         | WNPOC          | 7 %    | 5A    | Erkundung seit 1999 |
| 2000              | PDOC           | 8 %    | 3,7   | |
| 2001              | WNPOC          | 11 %   | 5B    | Erkundung seit 2006 |
| 2003              | WNPOC          | 15 %   | 8     | seismische Erkundung seit Juli 2004 |
| 2003              | Sudapak        | 15 %   | 9     | Erkundung seit 2004 |
| 2003              | APCO           | 17 %   | C     | seismische Erkundung seit 2004 |
| 2007              | Name unbekannt | 10 %   | B     | Total erkundete diesen Block in den 1980er Jahren, suspendierte aber seine Aktivitäten von 1985 bis 2004 wegen des Sezessionskrieges im Südsudan. Seit 2004 hatte die Firma White Nile Limited die Rechte an dem Teilblock Ba von der SPLA bekommen, die nach dem Friedensvertrag mit der Zentralregierung die autonome Regierung in Südsudan gebildet haben. Die Vereinbarung mit White Nile wurde Ende Juni 2007 aufgelöst und die älteren Rechte von Total bestätigt. Der Beteiligungsgesellschaft der Regierung der autonomen Region Südsudan Nilepet wurde ein Anteil von 10 % am neuen Konsortium zuerkannt. |